# Títulos nominativos
Títulos de Crédito Nominativos são aqueles que são emitidos em nome de uma pessoa determinada. A sua transmissão se entende perfeita quando registrado nos livros do devedor (entidade emissora). Logo, não poderão ser transferidos por endosso em branco, pois passariam, nessa hipótese, a ser títulos ao portador.
A transferência ou circulação de tais títulos de créditos só pode ser realizadas por meio de endosso em preto ou por contrato de cessão de crédito.
Os títulos nominativos podem ou não indicar o nome do beneficiário, exigindo-se, todavia, que o nome do mesmo esteja inscrito nos livros de registro do emissor. Se o nome do beneficiário estiver assinalado no corpo do título, ele é chamado de título nominal.
Nominativos: são os títulos que identificam a pessoa beneficiada. Sua transferência pressupõe, além da tradição (ver o princípio da cartularidade) a prática de outro ato jurídico (o endosso ou a cessão civil de crédito).
Título nominativo: é aquele cujo nome do beneficiário consta no registro do emitente. Trata-se, portanto, do título emitido em nome de pessoa determinada. Exemplo desse título: cheque nominal.
Títulos nominativos ou nominais, são aqueles emitidos em nome de um beneficiário, que somente poderá transferir o título mediante registro em livro próprio do emitente, que por sua vez somente estará obrigado a reconhecer como credor aquele que estiver registrado no seu cadastro nos termos do art. 922 do cód. civil.
A circulação dos títulos nominais ocorrem somente mediante endosso em prêto.